# Петров, Даниел
Дание́л Божи́нов Петро́в (болг. Даниел Божинов Петров, род. 8 сентября 1971 года в Варне, Болгария) — знаменитый болгарский боксёр-любитель, выступавший в первом наилегчайшем и наилегчайшем весе. Олимпийский чемпион 1996 года, чемпион мира 1995 года, двукратный чемпион Европы (1993 и 1996 годов), многократный чемпион Болгарии, серебряный призёр Олимпийских игр 1992 года, серебряный призёр чемпионата мира 1993 года, двукратный бронзовый призёр чемпионатов мира 1991 и 1997 годов, бронзовый призёр Кубка мира 1994 года, победитель молодёжного чемпионата мира 1989 года в первой наилегчайшей весовой категории (до 48 кг.), бронзовый призёр чемпионата Европы 1991 года в наилегчайшей весовой категории (до 51 кг.)

## Биография
Даниел Петров родился 8 сентября 1971 года в Варне (Болгария). Успешно выступал в юниорской возрастной категории, в 1989 году выиграл молодёжный чемпионат мира в пуэрто-риканском Баямоне. Во взрослой сборной дебютировал в 1990 году. На протяжении своей любительской карьеры побеждал на Олимпийских играх (1996 год), чемпионате мира (1995 год) и чемпионатах Европы (1993 и 1996 годы), завоёвывал серебряные награды Олимпийских Игр (1992 год) и чемпионата мира (1993 год), становился бронзовым призёром чемпионата мира (1991 и 1997 годы) и Европы (1991 год), Кубка мира (1994 год), неоднократно выигрывал национальный чемпионат в весовых категориях до 48 и до 51 кг. В 1999—2000 годах не сумел квалифицироваться на свою третью Олимпиаду и завершил выступления на сборную. По окончании спортивной карьеры работал в болгарской полиции (МВР) в отделе «Тяжкие преступления». С 2011 года занимается тренерской деятельностью в боксёрском клубе «Левски», работая со спортсменами юношеской возрастной категории и детьми.

## Карьера
До приглашения в болгарскую национальную сборную Петров успешно выступал в международных соревнованиях в своей возрастной группе.

### 1989 год
В 1989 году Даниел победил на молодёжном чемпионате мира, проходившем в Баямоне (Пуэрто-Рико). В 1/8 финала болгарин досрочно, в третьем раунде выиграл у японца Ниросори Тамуры, в четвертьфинале разгромил по очкам Арси Флореса (Венесуэла) (26:4). На полуфинальной стадии Петров остановил доминиканца Фаусто дель Росарио (по очкам, 20:7). В упорном бою за золото чемпионата Даниел одолел Рико Кубата из ГДР (по очкам, 23:21).

### 1990—1992 годы
В 1990 году Петров начал выступления за национальную сборную Болгарии, дебютировав на домашнем турнире «Strandja Memorial» в весовой категории до 48 кг. Даниел выиграл турнир, победив в финале своего соотечественника Ангела Михайлова.
В мае 1991 года на чемпионате Европы в шведском Гётеборге Петров, выступавший в весовой категории до 51 кг, завоевал бронзовую медаль. В 1/8 финала он уверенно выиграл у турецкого боксёра Сонера Караоза (по очкам, 31:14), в четвертьфинале легко победил Богдана Ендришика (Польша) (по очкам, 44:14), однако на полуфинальной стадии уступил знаменитому венгру Иштвану Ковачу (по очкам, 16:31).
В ноябре 1991 года вернувшийся в весовую категорию до 48 кг болгарин занял 3 место на чемпионате мира в Сиднее. В первом круге турнира Петров досрочно, в третьем раунде победил Тадахиро Сасаки (Япония). В 1/8 финала Даниел с большим преимуществом выиграл у боксёра из СССР Алексана Налбандяна (по очкам, 30:12), а в четвертьфинале с аналогичным счётом — у венгра Пала Лакатоша. Полуфинал с кубинцем Рохелио Марсело Петров проиграл (по очкам, 19:29), получив в итоге бронзовую медаль первенства.
В 1992 году Даниел впервые выступил на Олимпиаде. В первом круге он прошёл Нельсона Дьепу (Пуэрто-Рико) (по очкам, 10:7), в 1/8 финала досрочно, в третьем раунде выиграл у О Сон Чола из КНДР. В четвертьфинале соперником Петрова, как и на чемпионате мира 1991 года, стал Пал Лакатош. Болгарин вновь победил, хотя и с меньшим преимуществом в счёте (по очкам, 17:8). В полуфинале Даниел перебоксировал Яна Куаста (Германия) (по очкам, 15:9). В финальном поединке на пути Петрова вновь встал Рохелио Марсело, который, как и на чемпионате мира в Сиднее, выиграл у болгарского боксёра с разницей в десять очков (10:20). Олимпийский турнир в Барселоне принёс Даниелю серебряную награду.

### 1993—1996 годы
В мае 1993 года Петров стал серебряным призёром чемпионата мира в Тампере (Финляндия). В 1/8 финала он выиграл у недавнего олимпийского соперника Ян Куаста (по очкам, 12:9), в четвертьфинале перебоксировал своего постоянного оппонента на данной стадии больших турниров Пала Лакатоша (по очкам, 23:15), а в полуфинале одержал победу над Эрдененцогтом Цогтжаргалом (Монголия) (по очкам, 6:2). В решающем бою за золотую медаль чемпионата Даниел проиграл с разницей в два очка армянскому боксёру Ншану Мунчяну (6:8).
В сентябре 1993 года Петров убедительно выиграл европейское первенство. На турнире, проходившем в Бурсе (Турция), болгарин вступил в борьбу с четвертьфинала. По дороге к чемпионскому титулу Даниел последовательно победил хозяина чемпионата, турка Мурата Йенисолака (по очкам, 24:4), финского боксёра Микко Мантере (по очкам, 11:4), и, в очередной раз, Пала Лакатоша (по очкам, 10:4).
В 1994 году болгарский боксёр принял участие в Кубке мира (Бангкок, Таиланд). В 1/8 он победил итальянца Кармине Моларо (по очкам, 7:5), в четвертьфинале — Эрменсена Балло (Индонезия) (по очкам, 18:4). Однако на полуфинальный бой с Рафаэлем Лосано из Испании Петров не вышел, став, таким образом, бронзовым призёром Кубка.
В 1995 году Петров выиграл чемпионат мира, проходивший в немецком Берлине. В 1/16 финала он досрочно, в первом раунде, победил своего прошлогоднего соперника Эрменсена Балло. В 1/8 финала Даниел уверенно прошёл пуэрториканца Хосе Лауреано (по очкам, 9:0), в четвертьфинале оказался мастеровитее поляка Анджея Ржаны (по очкам, 8:2), а в полуфинале взял верх над Хамидом Берхили (Марокко) (по очкам, 6:3). В финальном бою чемпионата Петров встретился с Бернаром Иномом из Франции. Болгарский боксёр одержал уверенную победу по очкам со счётом 11:5 и стал чемпионом мира.
1996 год стал лучшим в карьере Даниеля.
С 30 марта по 7 апреля 1996 года Петров выступал на чемпионате Европы в датском Вайле и второй раз подряд выиграл континентальное первенство. В первом круге Даниел прошёл россиянина Рамиля Хуснутдинова (по очкам, 11:2), в 1/8 финала перебоксировал Рудика Казанджяна (Кипр) (по очкам, 6:0). В четвертьфинале Петров в равном бою победил Ншана Мунчяна из Армении (4:4, судейским решением). Полуфинальный поединок с румынским боксёром Сабином Борнеем
болгарин выиграл достаточно легко (по очкам, 15:5). В финале Даниелю противостоял украинец Олег Кирюхин. На момент окончания боя судьи выставили равные очки (6:6), итоговое решение о победителе было принято в пользу Петрова.
В конце июля-начале августа 1996 года болгарский боксёр участвовал в Олимпийских Играх в Атланте. Петров был освобождён от первой стадии соревнований и стартовал с 1/8 финала, при этом сразу получив в соперники Ншана Мунчяна. На сей раз Даниел предпочёл не доводить дело до судейского решения, победив армянина по очкам со счётом 11:5. В четвертьфинале болгарин оказался сильнее Сомрота Камсинга (Таиланд) (по очкам, 14:6). В полуфинале Петров встретился со своим оппонентом по финальному бою чемпионата Европы 1996 года Олегом Кирюхиным и одержал безоговорочную победу (по очкам, 17:8). Финал с филиппинцем Мансуэто Веласко также прошёл с полным преимуществом Даниеля. Петров выиграл бой (по очкам, 19:6) и стал олимпийским чемпионом.

### 1997—2000 годы
Первым крупным турниром начавшего свой третий олимпийский цикл болгарина был чемпионат мира 1997 года в венгерском Будапеште. В 1/16 финала Петров не без труда прошёл узбека Дильшода Юлдашева (по очкам, 8:6). В 1/8 Даниел продолжил победную традицию в бою с Палом Лакатошем (по очкам, 8:1). Четвертьфинальный поединок сложился для болгарского боксёра крайне тяжело. Украинец Валерий Сидоренко оказал своему титулованному оппоненту упорное сопротивление. Бой закончился вничью (9:9), победа была присуждена Петрову. В полуфинале Даниел встретился с олимпийским чемпионом Игр в Атланте в весовой категории до 51 кг Маикро Ромеро из Кубы. Поединок двух «олимпиоников» завершился победой кубинца (по очкам, 3:5). По итогам турнира Петров завоевал свою вторую бронзовую медаль мировых чемпионатов.
Медаль венгерского чемпионата мира стала последней наградой Даниеля на крупных любительских соревнованиях.
В 1998 году Петров принял старт на чемпионате Европы в Минске (Беларусь), где в первом же круге проиграл Олегу Кирюхину. Бой с украинцем, как и два года назад в Вайле, завершился вничью 6:6. Однако на сей раз судьи объявили победителем Кирюхина.
В 1999 году Даниел участвовал в очередном чемпионате мира, проходившем в Хьюстоне (США). Болгарин преодолел первый круг, выиграв у Рудика Казанджяна (Кипр (по очкам, 8:3), но в 1/8 финале проиграл Субану Пуннону из Таиланда с аналогичным счётом.
В октябре 1999 года Петров не сумел квалифицироваться на Летние Олимпийские игры в Сиднее. В отборочном турнире, проходившем в рамках «Tammer Tournament» в финском Тампере Даниел выступал в весовой категории до 51 кг и уже в первом круге проиграл французу Жерому Тома (по очкам, 3:7).
В 2000 году Петров предпринял ещё одну попытку пробиться на Олимпиаду через квалификационный турнир в Италии («Trofeo Italia»), но вновь проиграл в первом круге, на сей раз румынскому боксёру Богдану Добреску (по очкам, 2:3). После этого Петров более не выступал на международных соревнованиях, завершив карьеру.

## Личная жизнь
После окончания карьеры Петров 9 лет трудился в болгарской полиции (MBP), в отделе «Тяжкие преступления». В 2011 году вернулся в спорт, стал тренером в боксёрском клуб «Левски», мотивируя данное решение желанием избавиться от ежедневного риска и большой психологической нагрузки, связанной со спецификой бывшей работы, а также наличием приглашения от своего друга Георгия Стойменова, занимающегося тренерской деятельностью в клубе. В «Левски» Петров тренирует спортсменов юношеской возрастной группы и детей.
У Даниеля две дочери. Старшая, Весела, занимается спортивными танцами, а младшая, Вероника, мечтает о боксёрской карьере.

## Интересные факты
- На некоторых турнирах (Атланта-1996) в официальных протоколах болгарин значился под своим полным именем — Даниел Петров Божинов.[18]

- Даниел Петров является обладателем неофициального «Большого шлема» в любительском боксе — он выигрывал чемпионат мира, чемпионат Европы и Олимпийские игры.

- Даниел Петров являлся членом болгарского боксёрского клуба «Славия».[19]

- Даниел Петров на крупных любительских турнирах пять раз встречался с венгром Палом Лакатошем, причём выиграл все пять боёв.